# Lista sztucznych obiektów na Marsie
Lista sztucznych obiektów na Marsie wymienia wysłany z Ziemi sprzęt, który dotarł na powierzchnię Marsa. Lista nie zawiera mniejszych obiektów, takich jak odrzucone osłony termiczne, spadochrony czy lądowniki łazików Mars Exploration Rover.

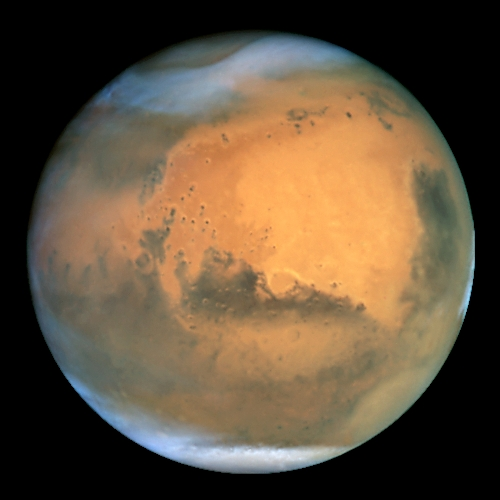
Mars

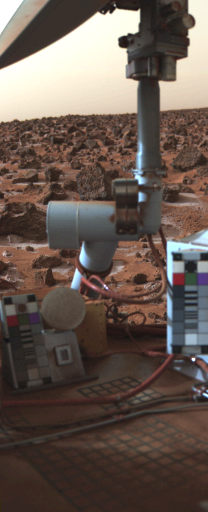
Viking 2 na Marsie

## Lista obiektów (stan na 2022)
| Sonda                             | Ilustracja                    | Państwo                       | Data     | Masa (kg) | Położenie                                 |
| --------------------------------- | ----------------------------- | ----------------------------- | -------- | --------- | ----------------------------------------- |
| Mars 2                            |                               | ZSRR                          | 1971     | 1210      | 4º N, 47º W                               |
| Mars 3                            |                               | ZSRR                          | 1971     | 1210      | Terra Sirenum, 45° S – 158° W             |
| Mars 6                            |                               | ZSRR                          | 1973     | 635       | Margaritifer Terra, 29,90° S – 19,42° W   |
| Viking 1                          |                               | USA                           | 1976     | 657       | Chryse Planitia, 22,480° N – 47,967° W    |
| Viking 2                          |                               | USA                           | 1976     | 657       | Utopia Planitia, 48,269° N – 225,99° W    |
| Mars Pathfinder i łazik Sojourner |                               | USA                           | 1997     | 360       | Ares Vallis, 19,33° N – 33,55° W          |
| Mars Climate Orbiter              |                               | USA                           | 1999     | 629       | ?                                         |
| Mars Polar Lander i Deep Space 2  |                               | USA                           | 1999     | 500       | Ultimi Scopuli, 76° S – 195° W            |
| Beagle 2                          |                               | Wielka Brytania               | 2003     | 69        | Isidis Planitia, 11,5° N – 269,6° W       |
| Spirit (MER-A)                    |                               | USA                           | 2004     | 185       | krater Gusiew, 14,5718° S – 175,4785° E   |
| Opportunity (MER-B)               |                               | USA                           | 2004     | 185       | Meridiani Planum, 1,9483° S – 354,4742° E |
| Phoenix                           |                               | USA                           | 2008     | 350       | Green Valley                              |
| Curiosity (MSL)                   |                               | USA                           | 2012     | 900       | Krater Gale, 4,6° S – 137,2° E            |
| Schiaparelli EDM                  |                               | Rosja, ESA                    | 2016     | 577       | Meridiani Planum, 2,05°S – 6,21°W         |
| InSight                           |                               | USA                           | 2018     | 358       | Elysium Planitia, 4,5024°N – 135,6234°E   |
| Perseverance i Ingenuity          |                               | USA                           | 2021     | 1025,8    | Jezero, 18,445°N – 77,451°E               |
| Tianwen-1                         |                               | Chiny                         | 2021     | 1285      | Utopia Planitia, 25,1°N – 109,9°E         |
| Szacowana masa całkowita (kg)     | Szacowana masa całkowita (kg) | Szacowana masa całkowita (kg) | 11 648,8 |           |                                           |